# Beauvoir (Mancha)
Beauvoir é uma comuna francesa na região administrativa da Normandia, no departamento Mancha. Estende-se por uma área de 14,2 km². Em 2010 a comuna tinha 433 habitantes (densidade: 30,5 hab./km²).